# ماساهیرو فوکودا
ماساهیرو فوکودا (به انگلیسی: Masahiro Fukuda) بازیکن فوتبال اهل ژاپن و عضو تیم ملی فوتبال ژاپن است که در تاریخ ۲۷ ژوئیه ۱۹۹۰ میلادی اولین بازی ملی‌اش را انجام داد. او در ۴۵ بازی ملی حضور داشت و آخرین بازی ملی خود را در تاریخ ۲۸ اکتبر ۱۹۹۵ میلادی انجام داد. ماساهیرو فوکودا در بازی‌های ملی‌اش
۹ گل به ثمر رساند.